# Мішель Корретт
Мішель Корре́тт (фр. Michel Corrette; 10 квітня 1707, Руан — 21 січня 1795, Париж) — французький композитор і органіст.

## Особисте життя
Син композитора Гаспара Корретта. Деякі джерела стверджують, що, можливо, він народився пізніше і не в Руані, а в Сен-Жермен-ан-Ле.
У 1725 році Мішель Корретт був призначений органістом в Руанській церкві, але незабаром перебрався в Париж. У 1733 році одружився з Марі-Катрін Моріс. З 1737 року він служив органістом у Великого Пріора Франції, з 1750 року — органістом єзуїтського коледжу в Парижі. У тому ж році він стає лицарем Ордена Христа.
З 1760 року Корретт — придворний органіст принца Конті, з 1780 року — придворний органіст герцога Анґулемського.
Одночасно з виконанням обов'язків органіста багато років давав приватні уроки.

## Творчість
Перші сонати Мішеля Корретта були опубліковані в 1727 році.
Корретт залишив велику музичну спадщину. Серед його робіт — як церковна, так і світська музика, в тому числі балети, дивертисменти, концерти для органу з оркестром. В каталозі його збережених робіт особливе місце займають 25 комічних концертів для трьох інструментів з акомпанементом, в яких були використані сучасні автору популярні мелодії. Багато що у своїй музиці запозичив у видатних сучасників, зокрема, в 1765 переробив «Весну» Вівальді в церковний спів «Laudate Dominum de coelis». В кінці життя написав симфонію на мотив революційної пісні Ça Ira.
Склав ряд підручників гри на музичних інструментах, в тому числі «Les Délices de la solitude» — один з перших підручників гри на віолончелі; і «L'école d'Orphée» («Школу Орфея») — підручник гри на скрипці. Підручники містять крім дидактичного матеріалу анекдоти й спостереження з повсякденного життя музикантів його часу.